# Pipizella nigriana
Pipizella nigriana är en tvåvingeart som först beskrevs av Seguy 1961.  Pipizella nigriana ingår i släktet rotlusblomflugor, och familjen blomflugor.
Artens utbredningsområde är Frankrike. Inga underarter finns listade i Catalogue of Life.